# Струпець (Сливенська область)
Струпе́ць (болг. Струпец) — село в Сливенській області Болгарії. Входить до складу общини Сливен.

## Населення
За даними перепису населення 2011 року у селі проживали 298 осіб.
Національний склад населення села:
| Національність   | Кількість осіб | Відсоток |
| ---------------- | -------------- | -------- |
| болгари          | 278            | 96,5 %   |
| цигани           | 6              | 2,1 %    |
| Всього відповіли | 288            |          |

Розподіл населення за віком у 2011 році:
Динаміка населення: